# Loi relative à l'égalité et la citoyenneté
Pour les articles homonymes, voir Loi française pour l'égalité des chances et LEC.
Ne doit pas être confondu avec Loi pour l’égalité des droits et des chances, la participation et la citoyenneté des personnes handicapées.
Lire en ligne

LOI no 2017-86 du 27 janvier 2017 relative à l'égalité et à la citoyenneté (Légifrance)

La loi no 2017-86 du 27 janvier 2017 relative à l'égalité et à la citoyenneté, dite « loi égalité et citoyenneté » (parfois abrégée LÉC), est une loi française de la fin du quinquennat de François Hollande. Elle comporte des dispositions relatives à de multiples matières, notamment la jeunesse, le service civique, la politique de la ville, le logement et en particulier le logement social, et la lutte contre les discriminations.
Élaborée et principalement soutenue devant le Parlement par le deuxième gouvernement Manuel Valls sous la coordination de la ministre du logement Emmanuelle Cosse, la fin de sa discussion parlementaire et sa promulgation ont lieu après la démission de celui-ci, sous le gouvernement Bernard Cazeneuve. Son étude a fait l’objet d’une procédure accélérée et, après l’échec d’une commission mixte paritaire, a été adoptée par l’Assemblée nationale contre l’avis du Sénat.

## Annexe